# Altura (teoria dos anéis)
Em álgebra comutativa, a altura de um ideal I em um anel R é o número de inclusões estritas na maior cadeia de ideais primos em I. Na linguagem da geometria algébrica, esta é a codimensão da subvariedade de Spec R que corresponde a I.
Não é verdade que toda cadeia de ideais primos contida em I possui o mesmo comprimento: o primeiro contra-exemplo foi encontrado pelo matemático japonês Masayoshi Nagata. A existência de tal ideal é geralmente considerada patológica e é excluída através da suposição de que o anel é catenário.
Muitas condições sobre os anéis impõem restrições sobre as alturas de certos ideais ou de todos os ideais. Algumas condições notáveis são:
- Um anel é catenário se, e somente se, para cada dois ideais primos P1 ⊆ P2, toda cadeia saturada de inclusões estritas possui o mesmo comprimento h.
- Um anel é universalmente catenário se, e somente se, cada álgebra finitamente gerada sobre ele é catenária.
- Um anel local é um anel de Cohen-Macaulay ring se, e somente se, a altura e a profundidade de dois ideais quaisquer são iguais.
- Um anel noetheriano é um domínio de fatoração única se, e somente se, cada ideal de altura 1 é principal. Em um anel noetheriano, o teorema da altura de Krull diz que a altura de um ideal gerado por n elementos não é superior a n.